# 最上型重巡洋艦
最上型重巡洋艦（もがみがたじゅうじゅんようかん）は大日本帝国海軍の重巡洋艦。同型艦は4隻。軍縮条約の都合上15.5cm砲搭載の軽巡洋艦として完成し、条約失効後に20.3cm砲塔に換装して重巡洋艦となったことで知られる。「最上」はさらに航空巡洋艦に改装されている。一般には重巡洋艦として取り扱われるが、最上型と利根型は軽巡洋艦（正式な呼称では二等巡洋艦）として計画・建造され喪失まで書類上の変更はなかった。

## 概要
旧式化した天龍型軽巡洋艦「天龍」、「龍田」、同じく旧式化した5500トン型軽巡洋艦のうち「球磨」、「多摩」計4隻の代艦として、それぞれ「最上」、「三隈」、「鈴谷」、「熊野」の建造予算が承認された。表向きには条約型軽巡洋艦として建造した為に、当時の軽巡洋艦の命名規則から河川名が付けられている。
最上型は条約の失効を見越して設計され、20.3cm連装砲塔に換装する事を考慮した艦体に新設計の15.5cm三連装砲塔を搭載した軽巡洋艦として竣工した。条約失効後、計画通りに主砲の換装を受け重巡洋艦となったが書類上は軽巡洋艦のままだった。

## 計画
1922年（大正11年）に結ばれたワシントン軍縮条約では戦艦と航空母艦、巡洋艦の主砲サイズと排水量の上限に、戦艦と空母には保有トン数が各国に割り当てられた。更にロンドン軍縮条約では重巡洋艦以下の補助艦艇にも細かい制限が掛かり、巡洋艦も2種類に分類される事となった。重巡洋艦の保有枠が高雄型で上限となっていたため、保有枠のまだある軽巡洋艦で重巡洋艦と同等の攻撃力を持つ艦艇を日本海軍は求めた。
カテゴリーb（軽巡洋艦）と分類される条件は「排水量1万トン以下」「主砲6.1インチ（15.5cm）以下」で、条約で認められた日本の建造枠の残りは50,955トンであった。昭和6年度「第1次補充計画」で基準排水量8,500トンの軽巡洋艦を4隻を建造することとし、諸外国や国内においても最上型は「軽巡洋艦」として公式発表されている。先の条件に合うよう主砲は軽巡洋艦の制限いっぱいの口径15.5cmとしているが実質排水量は1万トン以上あり、条約失効後に20.3cm連装砲に換装が可能なぐらい余裕があり、15.5cm砲でも不自然な砲架に見えぬよう3連装主砲を新たに開発し搭載している。
ちなみに最上型の原案である「C37」計画では高雄型に匹敵する大型の艦橋が計画されていたが竣工時には非常にコンパクトな艦橋となっている。また、居住性が軽視されがちであった帝国海軍戦闘艦艇であるが、本型では初めてハンモックではなく三段式鉄製ベッドが全面採用された。

## 建造
1931年(昭和6年)に1番艦最上が起工、2番艦三隈も同年起工された。しかし最上進水直前の1934年(昭和9年)に発生した友鶴事件により復元力の不足が判明し、これを是正すべく改装工事が施された。なお、この時点で建造開始前後であった3番艦鈴谷と4番艦熊野は改設計し線図を改めた上で工事が開始された。
また1935年(昭和10年)に最上は完成前公試を実施したが、溶接を多用した船体に生じたひずみによる砲塔旋回の問題や、溶接部からの浸水などの問題が出たことで、改正工事をしている。
更に竣工直後に参加した昭和10年度艦隊大演習では、台風による波浪によって各艦に被害が続出し、多くの艦艇に船体強度の不足が露呈した（第四艦隊事件）。これに伴い、最上型各艦も船体強度強化の工事がなされた。
それらの工事が完了し最上型4艦が艦隊にそろったのは、計画より2年遅い昭和13年度となった。

## 鈴谷型
最上型3番艦鈴谷、4番艦熊野は上記の通り船体線図が改正され、前期2艦の最上、三隈とは船体形状に違いが生じた。
そこで後期2艦は鈴谷型と分類されることもある。また前期2艦のボイラーは重油専焼罐大型8基小型2基の計10基であったが鈴谷型では重油専焼罐大型8基に変更されている。このため前期2艦には第3砲塔と艦橋構造物の間に大型の吸気トランクが設けられたが、鈴谷型にはそれがない。一番煙突も鈴谷型ではボイラー減少の分だけ径が細くなっている。

## 主砲

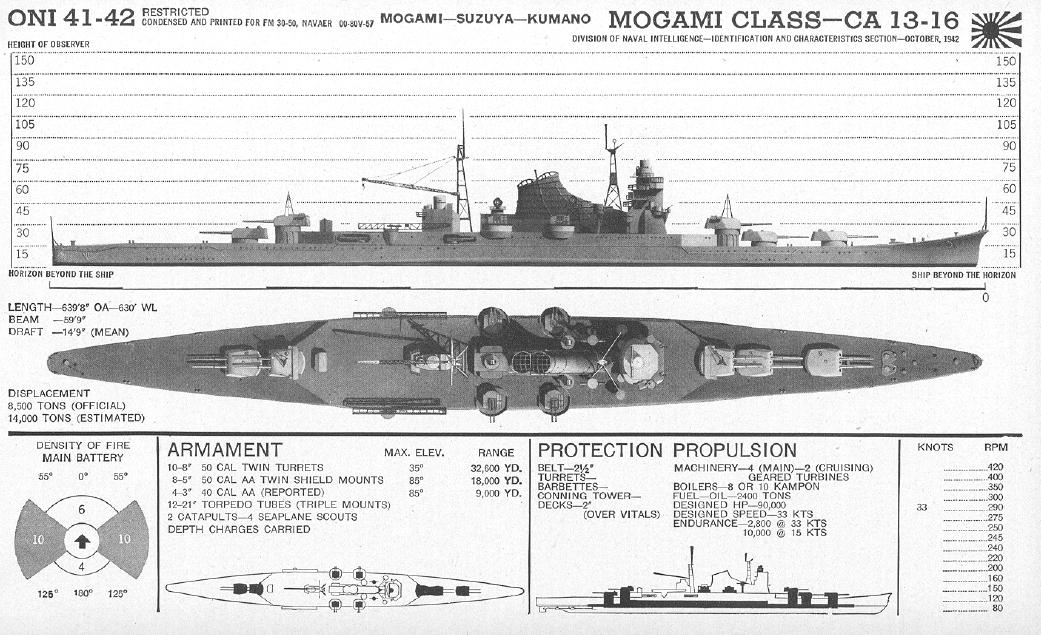
主砲塔換装後の最上型の武装・装甲配置を示した図

詳細は「60口径三年式15.5cm3連装砲」を参照
上述の通り、ロンドン軍縮条約の規定に基づき、保有枠のまだある軽巡洋艦の扱いで建造するため、15.5cm3連装砲を採用した。基準排水量8,500トンも保有枠に基づいての要求仕様であるが、15.5cm3連装砲は重巡洋艦の20.3cm連装砲よりも重量があるため、当初から無理のある要求であり、実際の排水量は大幅に超過した。
前級までの重巡洋艦は2番砲塔を背負い式として高所に配置したが、本型では3番砲塔を高所に配置している。2番砲塔を高所に配置すれば前部の3基の砲塔を近接して配置できるために全体重量を節約できるが、3番砲塔が2番砲塔と艦橋にはさまれる形となり、射角が非常に小さくなってしまう。本型のような配置だと1番砲塔と2番砲塔の間隔が開いてしまうが、15.5cm砲は20.3cm砲より砲身が短いため、さほど間隔を広げなくても済んだ。また15.5cm三連装砲は、砲弾1発あたりの威力では劣るものの、単位時間あたりの投射砲弾重量では20.3cm連装砲より勝っており、用兵側の評判が極めて良かった。
ワシントン軍縮条約、ロンドン軍縮条約は1936年(昭和11年)いっぱいで失効し、軍縮時代は幕を下ろした。最上型各艦は当初の予定通り主砲を20.3cm連装砲に換装する工事を1939年(昭和14年)から1940年(昭和15年)にかけて実施した。この主砲換装の事実は秘匿され、米軍がそれを知ったのはミッドウェー海戦の時だったと言われているが、実際にはその直前にこの事実を知った。この改装で砲身が長くなったことで2番砲は先端が1番砲塔に重なってしまい、仰角をかけないと前方を指向できなくなった。ちなみにアメリカ海軍は、本型に対抗してブルックリン級軽巡洋艦を建造しているが、主砲の換装は行っていない。また利根型重巡洋艦「筑摩」も諸外国への通告段階では15.5cm砲搭載案だったが、条約の失効により最初から20.3cm砲搭載巡洋艦として建造された。
なお、取り外された15.5cm砲の砲身は、軽巡洋艦「大淀」の主砲や大和型戦艦2隻の副砲に再利用されたほか、陸上設置の高角砲としても使用されている。

## 戦歴
本型4隻は第七戦隊を形成し、太平洋戦争(大東亜戦争)開戦当初は南方作戦を支援した。蘭印作戦にも従事し、日本軍緒戦の勝利に貢献している。1942年（昭和17年）3月1日のバタビア沖海戦では最上と三隈は共同して米重巡洋艦ヒューストン豪軽巡洋艦パースを撃沈する活躍を見せた。また通商破壊作戦でも数隻の商船を撃沈している。
セイロン沖海戦では4隻そろって参加している。
ミッドウェー海戦でも4隻そろって参加したが、ミッドウェー島から退避中に最上と三隈が衝突し、最上は艦首を失う。その後の空襲で最上大破、三隈沈没という被害を受けた。三隈は日本重巡洋艦初の喪失であった。最上は損傷修理の際に後部砲塔を撤去し飛行甲板を延長、水偵11機搭載可能な航空巡洋艦となった。
熊野と鈴谷はインド洋での通商破壊作戦に従事する予定であったが、米軍のガダルカナル島上陸によって急遽ソロモン諸島に進出する。第二次ソロモン海戦、南太平洋海戦、第三次ソロモン海戦、ヘンダーソン基地艦砲射撃と相次いで大海戦に参加した。その後、鈴谷と最上は1943年11月のラバウル空襲で損害を受ける。
1944年6月のマリアナ沖海戦では最上、鈴谷、 熊野の3隻共に参加。熊野搭載機が敵機動部隊を発見している。
レイテ沖海戦では最上は西村艦隊に所属しスリガオ海峡海戦に参加したが敵砲撃により大破、さらに退避中の空襲により航行不能となったため自沈処分された。栗田艦隊に所属した鈴谷はサマール沖海戦で米軍機の攻撃により火災発生、搭載魚雷が誘爆し沈没した。
同じサマール沖海戦で 熊野は艦首に敵魚雷が命中、速度低下のため単艦コロン湾経由マニラに向け退避した。途中度重なる空襲で被害が出たがマニラ到着、応急修理を実施。本格修理のため日本へ向け出港したが米潜水艦の魚雷命中、航行不能。またも応急修理で航行可能となったが1944年(昭和19年)11月25日、サンタクルーズ湾において米空母機の空襲により転覆沈没した。
熊野を最後に最上型は全て戦没した。

## 同型艦
- 最上 - 三隈 - 鈴谷 - 熊野

## 防空巡洋艦への改装計画
鈴谷の建造計画時、最上と三隈の2艦を防空巡洋艦へ改装する計画がもちあがった。
改装の内容については断片的な情報しか無く、試案の図面すら残されていないが、福井静夫の記述によれば主砲塔を一部又は全て撤去し、12.7cm連装高角砲を主とした装備案が検討されたという。
それ以外にも、友鶴事件の影響で鈴谷型を改設計する際、鈴谷と熊野を防空巡洋艦に改装する計画や、最上型全てを防空巡洋艦へ改装する計画があったとされる記述も存在している。